# Сёдерстрём, Бруно
Бруно Сёдерстрём (швед. Bruno Söderström; 28 октября 1881, Стокгольм — 1 января 1969, Стокгольм) — шведский легкоатлет, призёр летних Олимпийских игр 1908.
Сначала Сёдерстрём участвовал во внеочередных Олимпийских играх 1906 в Афинах, на которых стал серебряным призёром в прыжке с шестом и бронзовым призёром в метании копья. Но так как соревнования прошли без разрешения Международного олимпийского комитета, то награды являются неофициальными.
На Играх 1908 в Лондоне Сёдерстрём соревновался в прыжке с шестом, где разделил третье место с результатом 3,58 м, и в метании копья вольным стилем, в котором его точный результат неизвестен.